# Hemeromyia
Hemeromyia (лат.) — род двукрылых насекомых из семейства Carnidae. Голарктика и Афротропика. 8 видов.

## Описание
Мелкие мухи, длина около 2 мм. Крылья с длинной ячейкой dm и разделёнными жилками r-m и dm-cu. Обнаруживаются в гнёздах птиц, на зонтичных Apiaceae, Achillea, грибах и на фекалиях разнообразных животных (травоядных, всеядных и людей).

## Систематика
Род был впервые выделен в 1902 году американским энтомологом Даниелем Кокилетом (1856—1911), описавшим его первый вид H. obscura. В составе семейства Carnidae группа родов Meoneura+Carnus вместе с родом Enigmocarnus образуют сестринскую группу к роду Hemeromyia. Все вместе они образуют общую кладу с группой из родов Neomeoneurites и вымершего Meoneurites.
- H. afghanica Papp, 1979[2]
- H. anthracina Collin, 1949[2]
- H. australis Barraclough, 1994[2]
- H. longirostris Carles-Tolrá, 1992[2]
- H. obscura Coquillett, 1902[2]
- H. remotinervis (Strobl, 1902)[2]
- H. vibrissina Papp, 2003[2]
- H. washingtona (Melander, 1913)[2]